# Újpest-városkapu metróállomás
Újpest-városkapu a budapesti M3-as metróvonal egyik állomása a IV–XIII. kerület határán, a Gyöngyösi utca és Újpest-központ állomások között, a Budapest–Esztergom-vasútvonal Újpest megállóhelyénél. A megállót 1990. december 14-én adták át a M3-as metróvonal III/B/1 szakaszának részeként. Az állomás 2017. november 4-e és 2019. március 29-e között a metróvonal felújítása miatt le volt zárva.
A metróvonal felújításának megkezdésekor tervben volt, hogy a metróállomás új neve a tájékozódás megkönnyítése érdekében Újpest vasútállomás lesz a vasúti kapcsolat miatt (mivel csak egy szinttel fölötte található a Budapest–Esztergom-vasútvonalon fekvő Újpest megállóhely), ám ezt elvetették. A neve annyit változott, hogy a városkapu szó kisbetűvel kezdődik, ahogyan Újpest-központ végállomás nevének írásmódja is megváltozott.

## Jellemzői
Az állomás szélsőperonos kialakítású, kéregvezetésű formában épült, 3,61 méterrel van a felszín alatt. Az állomásnak mindkét végén van kijárata, melyek közvetlenül a felszínre vezetnek. A Gyöngyösi utca felőli kijárata vezet a Váci út és a vasúti megállóhely felé. Az Újpest-központ felőli kijárata vezet a Temesvári utcában található buszállomáshoz.

## Átszállási kapcsolatok
| Újpest-városkapu | 104, 104A, 121, 122E, 196, 196A, 204 300, 302, 303, 305, 308, 309, 310, 312, 313, 314, 315, 316, 318, 319, 320, 321, 872, 880, 882, 883, 884, 889, 890, 893 1010, 1011, 1013, 1014 S72 Z72 S76 | Újpest Újpest-Városkapu autóbusz-állomás Tesco áruház |

## Képek

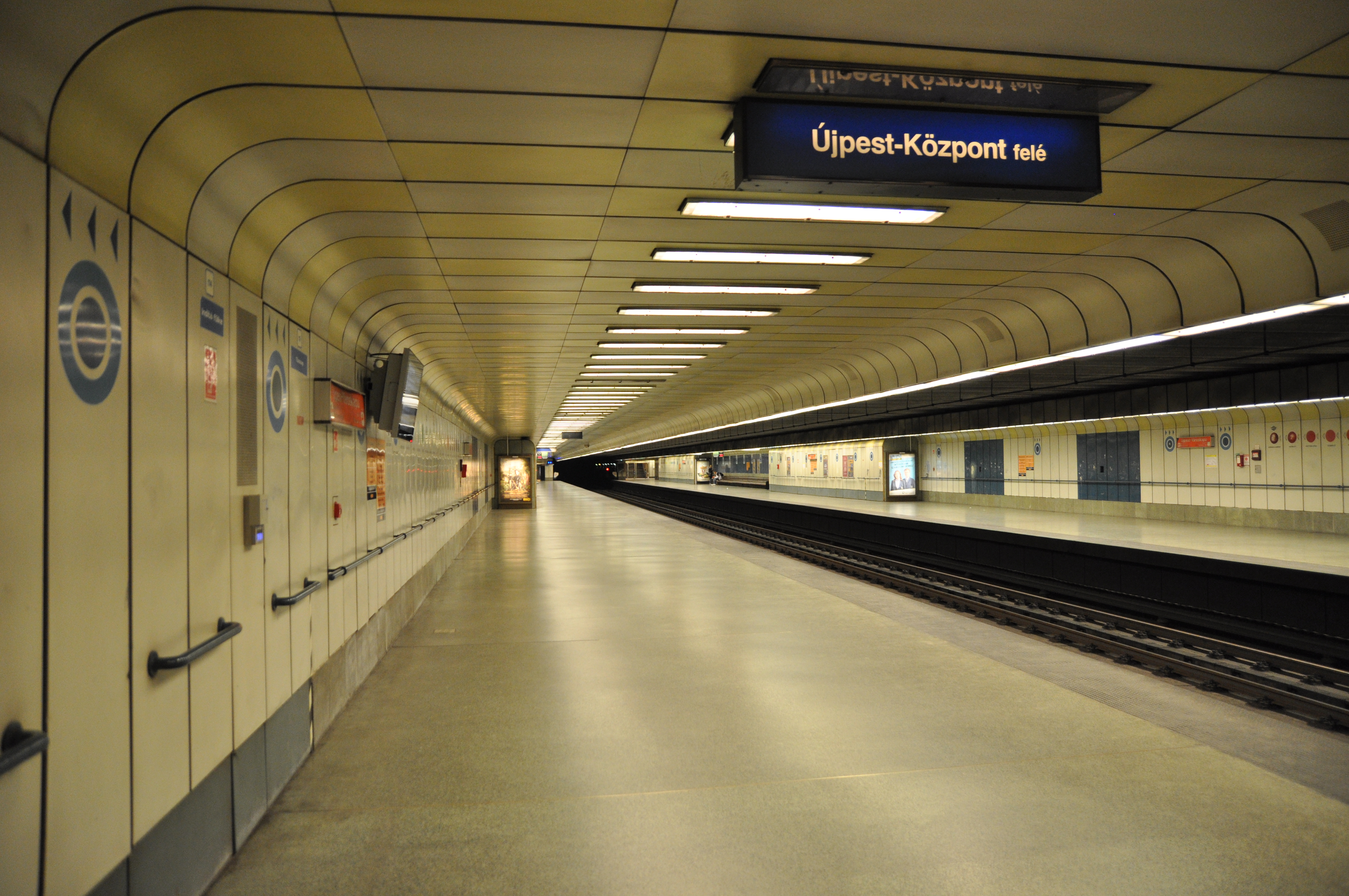
Felújítás előtt (2016)
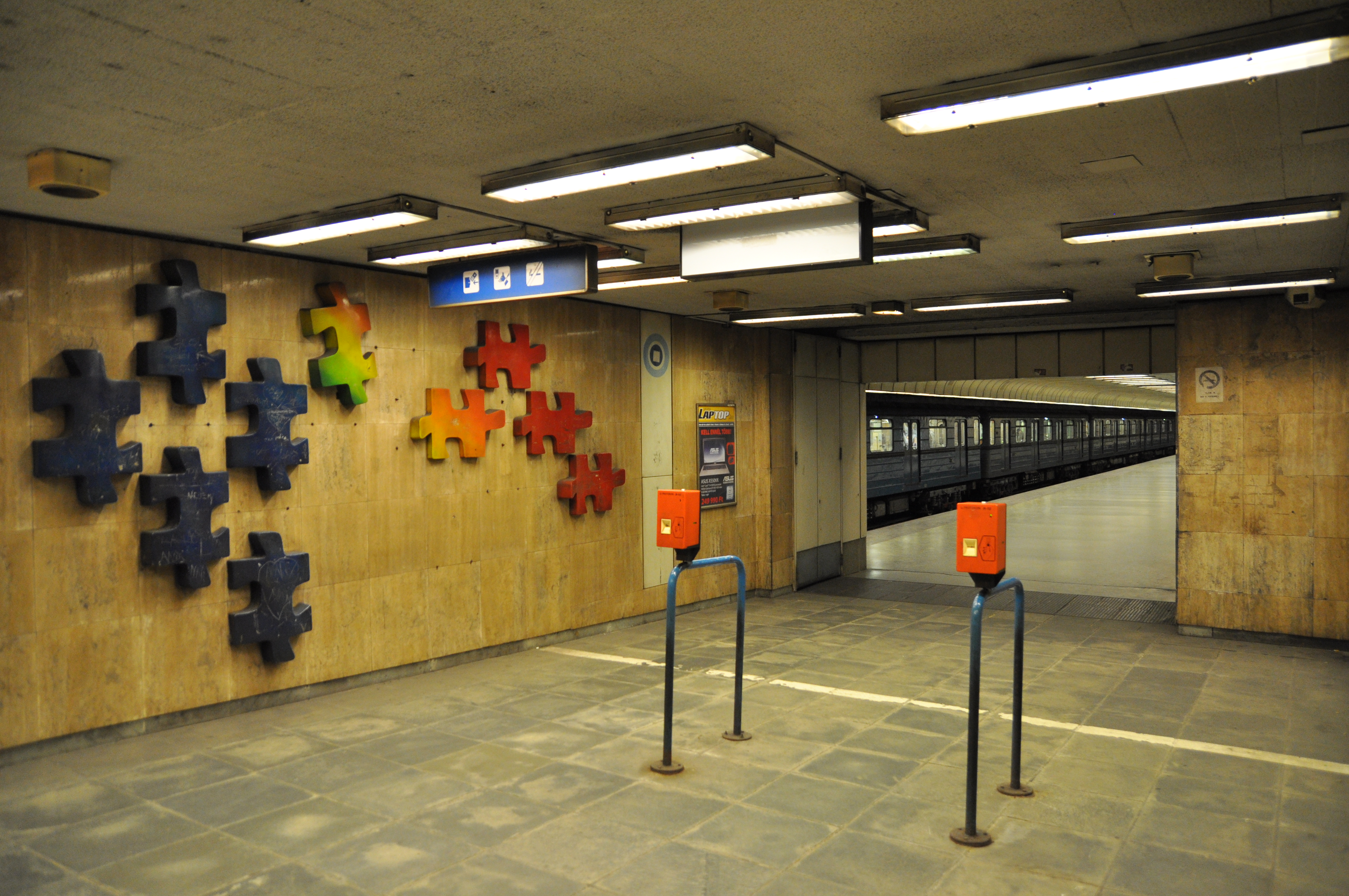
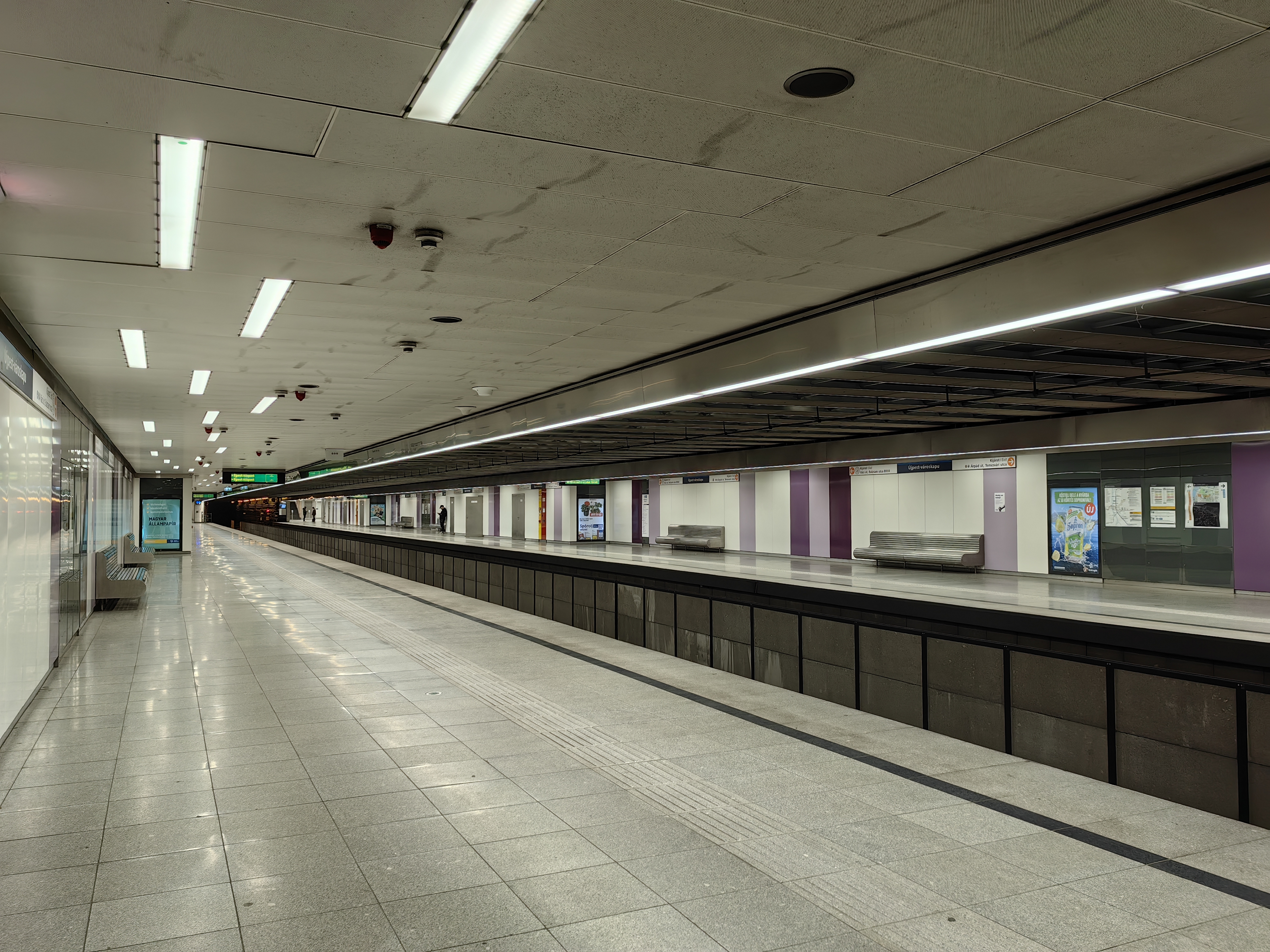
Felújítás után (2023)
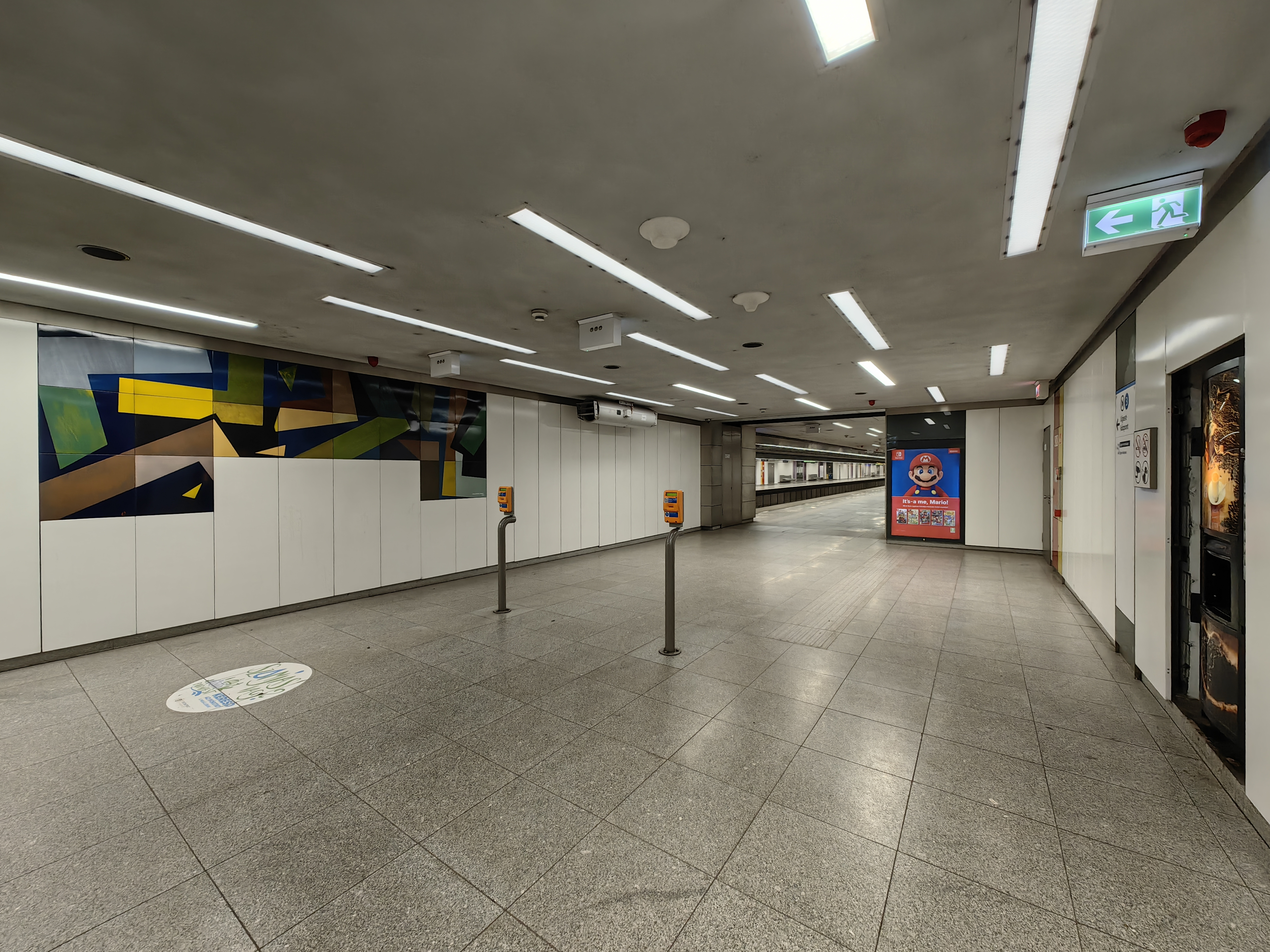
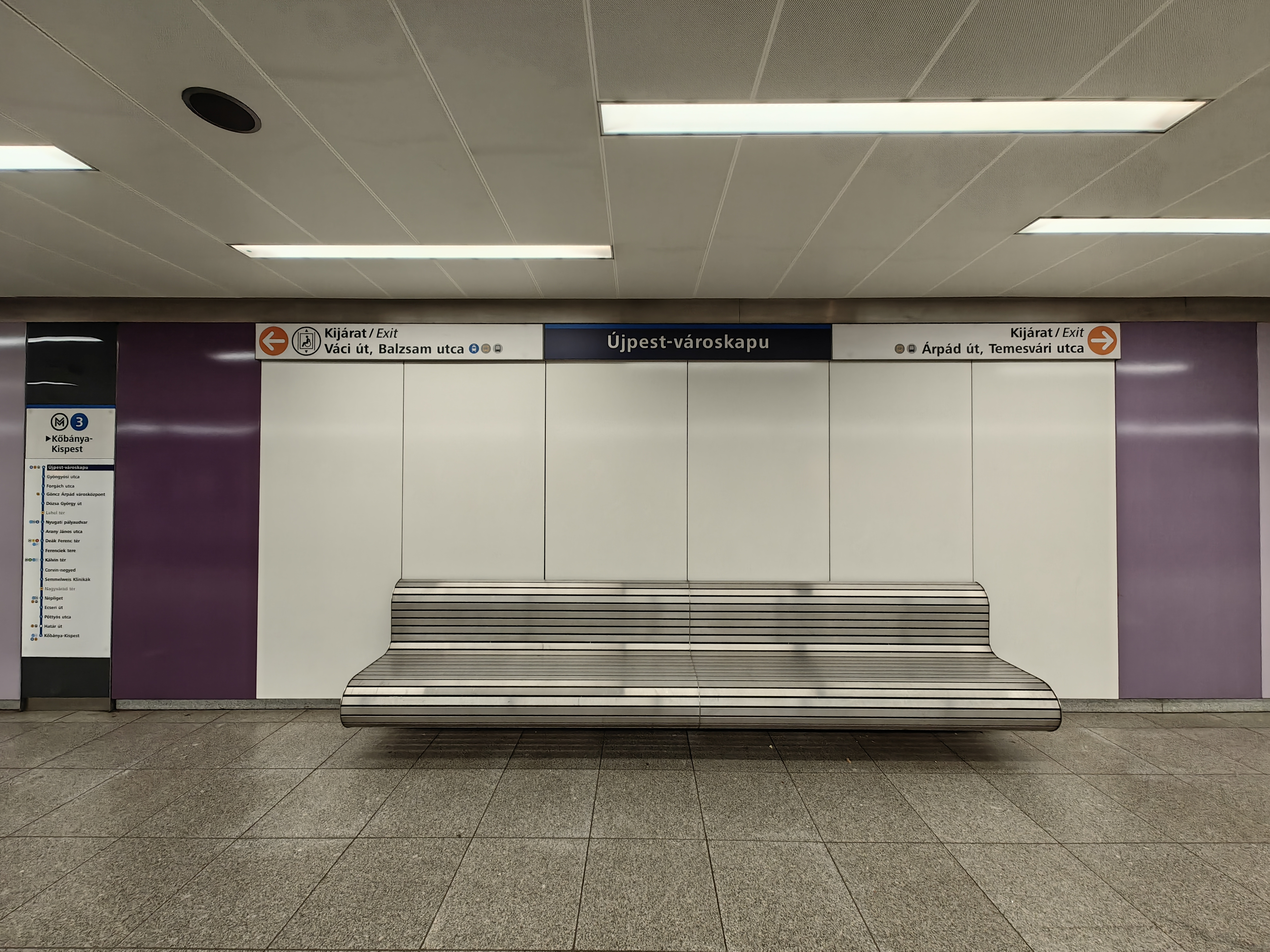